# Стырница
Стырница (болг. Стърница) — село в Болгарии. Находится в Смолянской области, входит в общину Баните. Население составляет 323 человека.

## Политическая ситуация
В местном кметстве Стырница, в состав которого входит Стырница, должность кмета (старосты) исполняет Митко Борисов Панчугов (Болгарская социалистическая партия (БСП)) по результатам выборов правления кметства.
Кмет (мэр) общины Баните — Райчо Стоянов Данаилов (инициативный комитет) по результатам выборов в правление общины.